# Гулшан
Гулшан (англ. Gulshan) — техсил расположенный в северной части пакистанского города Карачи, столицы провинции Синд. Этот техсил был назван в честь национального поэта Пакистана Аллама Мухаммада Икбала. Гулшан-э-Икбал переводится с урду как «Сад Икбала».

## Географическое положение
Техсил граничит граничит с Гадапом на севере, техсилами Шах-Файсал и Малир на востоке, Джамшедом на юго-западе, Гулбергом и Лиакатабадом на западе. Техсил состоит из 13 союзных советов.

## Населения
В 1998 году население техсила составляло 1,2 млн человек.

## Власть
- Назим — Мухаммад Джалиль
- Наиб назим — Шоиб Акхтар
- Администратор — Фарид Магси